# Макацария, Тамаз
Тамаз Макацария (груз. თამაზ მაქაცარია; 2 октября 1995, Тбилиси, Грузия) — грузинский футболист, нападающий греческого клуба «Ники Волос».

## Карьера
Профессиональную карьеру начал в 2012 году в составе клуба «Цхинвали» во второй Эровнули лиге. 1 сентября 2013 года в матче против клуба «Торпедо» Кутаиси дебютировал в чемпионете Грузии, выйдя на замену на 61-й минуте вместо Лашы Чапидзе.
1 января 2022 года стал игроком грузинского клуба «Дила».
1 августа 2022 года перешёл в грузинский клуб «Гагра» Тбилиси.
В феврале 2023 года подписал контракт с клубом «Кызыл-Жар».

## Достижения
«Гагра» Тбилиси
- Обладатель Кубка Грузии: 2020

## Клубная статистика
| Игровая карьера | Игровая карьера | Игровая карьера | Лига | Лига | Кубок | Кубок | Межд. | Межд. | СК | СК |
| --------------- | --------------- | --------------- | ---- | ---- | ----- | ----- | ----- | ----- | -- | -- |
| 2019            | Сиони           | А               | 11   | 0    | 1     | 1     | —     | —     | —  | —  |
| 2019            | ВИТ Джорджия    | А               | 11   | 0    | —     | —     | —     | —     | —  | —  |
| 2020            | Гагра (Тбилиси) | Б               | 9    | 3    | 4     | 0     | —     | —     | —  | —  |
| 2021            | Гагра (Тбилиси) | Б               | 24   | 23   | 1     | 0     | 2     | 1     | 1  | 0  |
| 2022            | Дила            | А               | 14   | 3    | —     | —     | —     | —     | —  | —  |
| 2022            | Гагра (Тбилиси) | А               | 15   | 3    | —     | —     | —     | —     | —  | —  |
| 2023            | Кызыл-Жар       | А               | 13   | 1    | 4     | 0     | —     | —     | —  | —  |
| 2023            | Женис           | Б               | 14   | 11   | —     | —     | —     | —     | —  | —  |